# FestiGays

FestiGays est une association loi 1908, créée en 2001.
Elle a pour but premier d'organiser la marche des visibilités LGBTQIA+ chaque année à Strasbourg,,,,,,,.
Elle organise tout au long de l'année des évènements festifs et militants sur Strasbourg.
L'association a pris aussi position en faveur du changement d'état civil libre pour les personnes trans, de la PMA pour toutes les femmes, contre la sérophobie etc.